# ティラスポリ駅
座標: 北緯46度50分51秒 東経29度37分46秒 / 北緯46.8476度 東経29.6294度
ティラスポリ駅（ティラスポリえき、ロシア語: Станция Тирасполь）は、沿ドニエストル共和国の首都ティラスポリにある鉄道駅である。

## 概要
モスクワ、オデッサ、サラトフ、ヴァルナに向かう国際列車が運行されている。